# Lợi thế chi phí
Lợi thế chi phí so với đối thủ cạnh tranh có được là do một công ty đã đạt được điểm dưới của đường cong kinh nghiệm trong sản xuất, kinh doanh.
Tuy nhiên, khi công ty đã đạt được điểm thấp nhất ở phía dưới của đường cong kinh nghiệm trong sản xuất, thì nó lại mất đi lợi thế chi phí trong kinh doanh. Do đó công ty không nên tự mãn khi đạt được lợi thế chi phí nhờ đường cong kinh nghiệm.

## Các nguyên nhân mất đi lợi thế chi phí
1. Đường cong kinh nghiệm được tạo thành bởi hai nhân tố là kinh tế quy mô và tác động của học tập. Song hai nhân tố này không tiếp tục mãi nên đường cong sẽ bị tới hạn.
2. Khi điểm tới hạn xuất hiện, việc giảm thêm chi phí là không đáng kể.
3. Theo thời gian, công ty cùng ngành sẽ đạt được điểm dưới đường cong như công ty này đã có, khi đó lợi thế mất đi.